# Willow Cove
Sunny Cove Golden Cove
Willow Cove est le nom de code pour une microarchitecture de processeur développée par Intel et publiée en septembre 2020. Willow Cove est le successeur de la microarchitecture Sunny Cove et est fabriqué à l’aide du nœud de procédé 10 nm amélioré d’Intel appelé 10 nm SuperFin (10SF). La microarchitecture équipe les processeurs pour PC portables Intel Core de 11e génération (nom de code « Tiger Lake »),.
La microarchitecture Willow Cove a été remplacée par Golden Cove.

## Fonctionnalités
Intel a décrit pour la première fois Tiger Lake et Willow Cove lors de sa journée de l’architecture en 2020. Willow Cove est presque identique à la microarchitecture précédente, mais introduit de nouvelles fonctionnalités de sécurité, un sous-système de cache repensé et des fréquences d’horloge plus élevées. Intel affirme que ces changements, en plus du nouveau nœud de procédé 10SF, permettent une augmentation supplémentaire des performances de 10 à 20 % par rapport à Sunny Cove.

### Améliorations
- Cache L2 plus volumineux (1,25 Mo par cœur au lieu de 512 ko par cœur)
- Cache L3 plus volumineux (3 Mo par cœur au lieu de 2 Mo par cœur)
- Nouvelle instruction AVX-512 : Intersection de paires vectorielles vers une paire de registres de masques, VP2INTERSECT[5],[6]
- Control Flow Enforcement Technology pour prévenir les techniques d’exploitation de la programmation orientée retour et de la programmation orientée saut[7]
- Chiffrement complet de la mémoire RAM[8]
- Suivi des branchements indirects et pile fantôme (en)
- Intel Key Locker[9],[10]
- La prise en charge des instructions AVX/AVX2 a été déverrouillée sur les processeurs Pentium Gold et Celeron[6]